# Jaunay-Marigny
Jaunay-Marigny – gmina we Francji, w regionie Nowa Akwitania, w departamencie Vienne. W 2013 roku liczba ludności wynosiła 7233 mieszkańców. 
Gmina została utworzona 1 stycznia 2017 roku z połączenia dwóch ówczesnych gmin: Jaunay-Clan oraz Marigny-Brizay. Siedzibą gminy została miejscowość Jaunay-Clan.